# 경산시민운동장
경산시민운동장(慶山市民運動場, Gyeongsan Civic Stadium)은 대한민국 경상북도 경산시에 있는 스포츠 시설이다. 천연잔디 필드와 우레탄 트랙이 갖춰진 경기장이며, 2009년 3월에 준공되었다. '경산육상경기장'이라는 이름으로 개장되었고, 2015년 1월 1일에 '경산시민운동장'으로 명칭이 변경되었다.

## 참고 문헌
- “경산시민운동장”. 경산시청. 2022년 7월 24일에 원본 문서에서 보존된 문서. 2022년 7월 24일에 확인함.
- 〈경산시민운동장〉. 《한국향토문화전자대전》. 한국학중앙연구원. 2022년 7월 24일에 원본 문서에서 보존된 문서. 2022년 7월 24일에 확인함.
- 《2021년 전국 공공체육시설 현황(2020년말 기준)》. 대한민국 문화체육관광부. 2022.
- 《2023 전국 공공체육시설 현황 (2022년 12월말 기준)》. 대한민국 문화체육관광부. 2024.

## 같이 보기
- 경산생활체육공원